# 聖安東尼奧德爾塔奇拉
聖安東尼奧德爾塔奇拉（西班牙語：San Antonio del Táchira），是委內瑞拉的城鎮，位於該國西南部塔奇拉州，是玻利瓦爾市的首府，始建於1724年，面積204平方公里，海拔高度802米，2001年人口48,171，人口密度每平方公里236.13人。